# Lehoczki Károly (zenész)
Lehoczki Károly (CZKI) (Kecel, 1957. január 20. – Budapest, 2012. november 19.) magyar zenész, dobos és karikaturista.

## Életpályája
A Jeep, a Kontroll Csoport, a Balkán Tourist, az Új Nem, később a Kistehén Tánczenekar egykori dobosa. A Hócipő, Népszabadság, Népszava, Magyar Nemzet, Blikk, Mai Nap, Budaörsi Napló, Nők Lapja hasábjain publikált rendszeresen. 1996–1999 között az Új Ludas Matyi élclap művészeti szerkesztője és eközben az Ur Knall zenekar tagja volt.
2012. november 19-én, hétfőn hajnalban hunyt el.
Sírja a Budaörsi temetőben található.

## Fontosabb díjai
- 1993 Brenner György-díj[3]
- 1993 International Cartoon Festival (Belgium); Szakmai díj, *1993 Brenner-díj (az első),
- 1994 International Message Cartoon Fest (Japán): szponzorok díja (8 kollégával közös díj)
- 1995 Eurokartonale (Belgium): 1. díj
- 1996 a Magyar Nemzet és a Külügyminisztérium közös karikatúra pályázata: 2. díj
- 1997 Magyar Karikatúra Művészeti Fesztivál: „Feketebárány” díj
- MÚOSZ-díj
- 1999 Magyar Karikatúra Művészeti Fesztivál: különdíj, *2000 „Vissza Európába” (Eger): 1. díj
- „Kaland a Gangon” (Cerberus): 1. díj
- „Érzed?” (Coca-Cola): nívódíj
- 2003 „Az Unió meg a nők” pályázat: különdíj.